# Swing Vote (film, 1999)
Swing Vote är en amerikansk TV-film från 1999 i regi av David Anspaugh, med Andy Garcia, Harry Belafonte, Robert Prosky och Ray Walston i rollerna.

## Handling
Joseph Kirkland (Andy García) har just blivit utsedd till USA:s högsta domstol och det första fallet där han får vara med och fatta beslut handlar om abort. Virginia Mapes (Lisa Gay Hamilton) valde att genomföra en abort i Alabama innan en lag trädde i kraft och blir nu åtalad för mord.  Domarna som vill ogiltigförklara lagen är i minoritet och Kirkland blir nu den avgörande rösten.

## Rollista
| Andy Garcia       | – Joseph Michael Kirkland       |
| Harry Belafonte   | – Will Dunn                     |
| Robert Prosky     | – Chief Justice                 |
| Ray Walston       | – Justice Clore Cawley          |
| James Whitmore    | – Daniel Morissey               |
| Kate Nelligan     | – Justice Sara Marie Brandwynne |
| Milo O'Shea       | – Justice Harlan Greene         |
| Albert Hall       | – Justice Hank Banks            |
| Bob Balaban       | – Justice Eli MacCorckle        |
| John Aylward      | – Justice Benjamin 'Rip' Ripley |
| Lisa Gay Hamilton | – Virginia Mapes                |
| Margaret Colin    | – Linda Kirkland                |